# The Lake House
The Lake House (bra: A Casa do Lago; prt: A Casa da Lagoa) é um filme estadunidense de 2006, do gênero drama romântico-fantástico, dirigido por Alejandro Agresti, com roteiro de David Auburn e estrelado por Keanu Reeves e Sandra Bullock (que já haviam aparecido juntos no filme vencedor do Oscar Speed) e Christopher Plummer. O filme é um remake do filme sul-coreano Siworae, de 2000, escrito por Ji-na Yeo e Eun-Jeong Kim. A história se concentra em um arquiteto que vive em 2004 e uma médica em 2006. Os dois se encontram por meio de cartas deixadas em uma caixa de correio na casa do lago em que ambos viveram em pontos separados no tempo; eles mantêm correspondência por mais de dois anos, permanecendo separados por sua diferença original de dois anos.

## Sinopse
Em 2006, a Dra. Kate Forster (Sandra Bullock) está deixando uma casa no lago que ela está alugando em Kenosha, Wisconsin, para se mudar para Chicago. Kate deixa um recado na caixa de correio para o próximo inquilino encaminhar suas correspondências, acrescentando que as impressões de pegada no caminho que leva à casa já estavam lá quando ela chegou.
Dois anos antes, em 2004, Alex Wyler (Reeves), arquiteto, chega à casa do lago e encontra a carta de Kate na caixa de correio. A casa é negligenciada, sem sinal de pegadas em qualquer lugar. Durante a restauração subseqüente da casa, um cachorro passa pela pintura de Alex e deixa pegadas novas exatamente onde Kate disse que elas estariam. Confuso, Alex responde, perguntando como Kate sabia das pegadas desde que a casa estava desocupada até ele chegar. No Dia dos Namorados de 2006, Kate testemunha um acidente de trânsito perto do Daley Plaza e tenta salvar a vítima, sem sucesso. Ela impulsivamente dirige de volta para a casa do lago, encontra a carta de Alex e escreve de volta.
Alex e Kate continuam passando mensagens entre si pela caixa de correio, e cada um observa seu sinalizador subir e descer quando a mensagem sai e a resposta chega enquanto esperam na caixa de correio. Eles olham cautelosamente cada vez que a bandeira muda, na esperança de encontrar a outra. É em vão porque estão sozinhos na caixa de correio. Eles então descobrem que estão vivendo exatamente com dois anos de diferença. A correspondência deles os leva a vários eventos, incluindo Alex encontrando um livro, Persuasão de Jane Austen, em uma estação ferroviária onde Kate disse que o teria perdido, e Alex levando Kate em um passeio a pé por seus lugares favoritos em Chicago através de um mapa anotado que ele sai na caixa de correio. Alex finalmente conhece Kate na festa do namorado, mas ele não menciona a troca de cartas para ela porque ela não o "conhecia" naquele momento. Mais tarde, lembrou-se da reunião como uma vaga lembrança no passado. Para Alex, a reunião aconteceu no presente, mas para Kate, ela já havia ocorrido no passado sem que ela soubesse quem era Alex.
Enquanto Alex e Kate continuam a se escrever, eles decidem tentar se encontrar novamente. Alex faz uma reserva no restaurante Il Mare para março de 2006 - dois anos no futuro de Alex, mas apenas um dia para Kate. Kate vai ao restaurante, mas Alex não aparece. Desolada, Kate pede a Alex para não escrever novamente, contando o acidente um ano antes. Alex e Kate deixam a casa do lago, continuando com suas vidas separadas.
No Dia dos Namorados de 2006 para Alex, Dia dos Namorados de 2008 para Kate, ele volta para a casa do lago depois que algo sobre o dia desencadeia uma memória. Enquanto isso, Kate procura um arquiteto para revisar os planos de reforma de uma casa que ela quer comprar. Um desenho da casa do lago na parede da sala de conferências chama sua atenção e, ao perguntar, Henry Wyler informa que o artista era seu irmão, Alex, e Kate percebe que esse era o mesmo Alex com quem ela estava se correspondendo. Ela também descobre que Alex foi morto em um acidente de trânsito exatamente há dois anos e percebe por que ele nunca apareceu para o encontro deles - ele foi o homem que morreu no Daley Plaza.
Apressando-se para a casa do lago, Kate escreve freneticamente uma carta dizendo a Alex que o ama, mas implora para que não tente encontrá-la se ele a ama de volta. Espere dois anos, diz ela, e volte para a casa do lago. Enquanto isso, Alex foi ao Daley Plaza procurar Kate.
Na casa do lago, Kate cai de joelhos chorando, temendo que chegou tarde demais para parar Alex. Após uma longa pausa, o sinalizador da caixa de correio finalmente diminui; Alex pegou sua nota. Pouco tempo depois, um familiar caminhão verde-menta aparece. Ela avança sorrindo enquanto o motorista, vestindo jeans e uma jaqueta marrom familiar, se aproxima. Ela e Alex se beijam e andam em direção à casa do lago.

## Elenco
- Keanu Reeves .... Alex Wyler
- Sandra Bullock .... Kate Forster
- Christopher Plummer .... Simon Wyler
- Ebon Moss-Bachrach .... Henry Wyler
- Shohreh Aghdashloo .... Anna Klyczynski
- Willeke van Ammelrooy .... mãe de Kate
- Lynn Collins .... Mona
- Dylan Walsh .... Morgan
- Mike Bacarella .... Mulhern
- Cynthia Kaye McWilliams .... Vanessa
- Nora Newbrough .... Marjorie
- Jason Wells .... Costello
- Scott Elias .... Doug

## Produção
O filme é ambientado e filmado na área de Chicago. A casa do lago foi construída sobre o que é chamado Maple Lake, localizado dentro da Maple Lake Forest Preserve, na saída da 95th Street, nos subúrbios a sudoeste de Chicago. Após as filmagens, a casa foi removida e uma simples doca de pesca foi colocada em seu lugar. As cenas do centro estão em Loop, Chicago. As cenas em que Kate e Morgan vão ao escritório de Henry e a dramática saída de Kate descendo as escadas foram filmadas na Chicago Architecture Foundation. A cena em que Henry e Alex conversam na rua depois de estarem no escritório do pai foi filmada no quarteirão 400 da South Michigan Ave, em frente ao Fine Arts Building e ao Auditorium Theatre. A cena em que Alex e Simon conversam na casa de Simon foi filmada na Prairie Avenue Bookshop, uma livraria de arquitetura em Chicago que foi fechada em 2009. Outros locais de filmagem incluem Aurora, Illinois (agora a comunidade do Madison Park) e Riverside, Illinois, uma pequena cidade nos arredores de Chicago, conhecida por suas casas históricas e vários edifícios de Frank Lloyd Wright. A estação ferroviária do filme é a estação real de Riverside, e a ponte que Alex atravessa enquanto persegue Jack é chamada de "Swinging Bridge"; atravessa o rio Des Plaines. A cena em que Kate fica de pé é no Millennium Park, no Park Grill. A cena do bar no Loop, onde Kate é vista sentada no banquinho, conversando com a mulher no bar de madeira, é o verdadeiro "Millers Pub" localizado na 134 S Wabash Ave, Chicago, IL 60603.

## Trilha sonora
The Lake House: Original Motion Picture Soundtrack foi lançado em 2006.
1. "This Never Happened Before" – Paul McCartney
2. "(I Can't Seem To) Make You Mine" – The Clientele
3. "Time Has Told Me" – Nick Drake
4. "Ant Farm" – Eels
5. "It's Too Late" – Carole King
6. "The Lakehouse" – Rachel Portman
7. "Pawprints" – Rachel Portman
8. "Tough Week" – Rachel Portman
9. "Mailbox" – Rachel Portman
10. "Sunsets" – Rachel Portman
11. "Alex's Father" – Rachel Portman
12. "Il Mare" – Rachel Portman
13. "Tell Me More" – Rachel Portman
14. "She's Gone" – Rachel Portman
15. "Wait For Me" – Rachel Portman
16. "You Waited" – Rachel Portman
17. "I Waited" – Rachel Portman

As músicas que aparecem no filme, mas não na trilha sonora, incluem:
- "I Wish You Love" – Rosemary Clooney
- "There Will Never Be Another You" – Rosemary Clooney
- "Pink Moon" – Nick Drake
- "La noyée" – Carla Bruni
- "Sentimental Tattoo" – Jukebox Junkies
- "Chiamami Adesso" – Paolo Conte
- "When It Rains" – Brad Mehldau
- "Young at Heart" – Brad Mehldau
- "Almost Like Being In Love" – Gerry Mulligan
- "O Pato" – Stan Getz
- "A Man and A Woman" – Sir Julian
- "Bitter" – Meshell Ndegeocello

O trailer do filme também apresenta a música "Somewhere Only We Know" da banda Keane. Está disponível no álbum Hopes and Fears.

## Bilheteria
No fim de semana de estréia, o filme arrecadou um total de US$13,6 milhões, ocupando o quarto lugar nas bilheterias dos Estados Unidos. Em 1º de outubro de 2006, o filme arrecadou US$52,330,111 no mercado interno e US$114,830,111 no mundo todo.
Em 26 de setembro de 2006, o filme se tornou o primeiro a ser lançado simultaneamente em DVD, Blu-ray Disc e HD DVD (cortesia da Warner Home Video).

## Recepção crítica
Segundo o site Rotten Tomatoes, 35% dos críticos deram uma crítica positiva ao filme.
A crítica do USA Today, Claudia Puig, escreveu: "The Lake House é um dos filmes mais confusos dos últimos anos. A premissa não faz sentido, não importa como você a revire na cabeça".
Roger Ebert, ao apontar as inconsistências lógicas do filme, escreveu: "Não importa, eu lhe digo, não importa!" Ebert fez uma crítica positiva (3,5 estrelas de 4), observando: "O que eu respondo no filme é seu impulso romântico fundamental".

## Premiações
- Vencedor do Teen Choice Awards 2006 na categoria Melhor Beijo[carece de fontes?]